# Краслава (станция)
Краслава — станция на железнодорожной линии Даугавпилс-Индра. Станция расположена в Удришской волости Краславского края, в деревне Краславская станция, в 4 км от центра города Краслава. С 13 декабря 2020 года станция является конечной станцией пассажирского рейса Рига — Даугавпилс — Краслава, а с 16 декабря 2021 года — рейса Рига — Даугавпилс — Индра. Кассы на вокзале закрыты.

## История
Оригинальное кирпичное двухэтажное здание вокзала было разрушено во время Великой Отечественной войны. Раньше на вокзале было две платформы, но сейчас пассажирские поезда обслуживаются только с одной — боковой платформы.
В 19 веке и начале 20 века через станцию Краслава было происходило регулярное движение пассажирских поездов как в сторону Полоцка, так и в сторону Орла. В годы советской власти курсировали как поезда дальнего следования в другие советские республики, так и региональные поезда — Рига — Бигосово и Даугавпилс — Бигосово.

### Расписание пассажирских поездов в 1959 году
12 июня 1959 года газета «Социалистическая дорога» (Краслава), № 69, опубликовала новое расписание движения пассажирских поездов.
| Маршрут              | Прибытие в Краславу. |
| -------------------- | -------------------- |
| Москва — Калининград | 07.02                |
| Калининград — Москва | 01.23                |
| Рига — Орёл          | 06.57                |
| Орёл — Рига          | 22.41                |
| Рига — Бигосово      | 02.14                |
| Бигосово — Рига      | 06.15                |

| Маршрут               | Прибытие в Краславу. | Прибытие в Краславу. |
| --------------------- | -------------------- | -------------------- |
| Даугавпилс — Бигосово | 09.46                | 19.28                |
| Бигосово — Даугавпилс | 11.41                | 20.58                |

### Современное состояние
После восстановления независимости Латвии движение пассажирских поездов постепенно закрывалось — в 2002 году был остановлен поезд Даугавпилс — Индра. В 2008 году было отменено движение поездов Рига-Даугавпилс-Индра, которые останавливались на станции Краслава.
С 11 декабря 2016 года по 10 декабря 2017 года международные поезда Рига-Минск и Минск-Рига также останавливались на станции Краслава.
По решению № 5 Совета общественного транспорта за 2 октября 2020 года, о железнодорожном маршруте Рига-Даугавпилс с 13 декабря 2020 года продлен маршрут дизель-поезда № 704 Рига-Даугавпилс в Краславу и дизель-поезда № 703 Даугавпилс-Рига из Краславы. Было изменено расписание автобусов от автовокзала Краславы до остановки «Вокзал Краслава», чтобы пассажирам было удобнее добраться до железнодорожного вокзала Краславы или обратно. Для удобства пассажиров продаются разовые билеты (автобус+поезд).